# Стрельба из лука на летней Универсиаде 2011
Соревнования по стрельбе из лука на летней Универсиаде 2011 прошли с 14 по 18 августа 2011 года в Шэньчжэне Китай, где было разыграно 10 комплектов наград.

## Общий медальный зачёт
| Место | Страна               | Золото | Серебро | Бронза | Всего |
| ----- | -------------------- | ------ | ------- | ------ | ----- |
| 1     | Республика Корея     | 6      | 3       | 1      | 10    |
| 2     | Россия               | 2      | 1       | 1      | 4     |
| 3     | Франция              | 1      | 0       | 2      | 3     |
| 4     | Китай                | 1      | 0       | 0      | 1     |
| 5     | США                  | 0      | 2       | 1      | 3     |
| 6     | Китайская Республика | 0      | 1       | 2      | 3     |
| 7     | Украина              | 0      | 1       | 1      | 2     |
| 8     | Мексика              | 0      | 1       | 0      | 1     |
| 8     | Япония               | 0      | 1       | 0      | 1     |
| 9     | Индия                | 0      | 0       | 1      | 1     |
| 9     | Италия               | 0      | 0       | 1      | 1     |
| Всего | Всего                | 10     | 10      | 10     | 30    |

## Классический лук
| Дисциплина                                                    | Золото                | Серебро                | Бронза                           |
| ------------------------------------------------------------- | --------------------- | ---------------------- | -------------------------------- |
| Мужчины. Индивидуальное первенство Отчёт (недоступная ссылка) | Им Донхён Южная Корея | Ким Уджин Южная Корея  | Ким Попмин Южная Корея           |
| Женщины. Индивидуальное первенство Отчёт (недоступная ссылка) | Ки Бобэ Южная Корея   | Чон Дасоми Южная Корея | Чжо Пэйцинь Китайская Республика |
| Микст Отчёт (недоступная ссылка)                              | Южная Корея           | Китайская Республика   | Украина                          |
| Мужчины. Командное первенство Отчёт (недоступная ссылка)      | Китай                 | Япония                 | Франция                          |
| Женщины. Командное первенство Отчёт (недоступная ссылка)      | Южная Корея           | Украина                | Китайская Республика             |

## Блочный лук
| Дисциплина                                               | Золото                   | Серебро                                                    | Бронза                     |
| -------------------------------------------------------- | ------------------------ | ---------------------------------------------------------- | -------------------------- |
| Мужчины. Индивидуальное первенство Отчёт                 | Александр Дамбаев Россия | Чхве Ёнхи Южная Корея                                      | Себастьян Брассер Франция  |
| Женщины. Индивидуальное первенство Отчёт                 | Полина Никитина Россия   | Кэндал Найкели США                                         | Виктория Бальжанова Россия |
| Микст Отчёт (недоступная ссылка)                         | Южная Корея              | США                                                        | Италия                     |
| Мужчины. Командное первенство Отчёт (недоступная ссылка) | Франция                  | Мексика                                                    | США                        |
| Женщины. Командное первенство Отчёт (недоступная ссылка) | Южная Корея              | Россия Наталья Авдеева Виктория Бальжанова Полина Никитина | Индия                      |

## Ссылка
- Соревнования по стрельбе из лука на сайте Универсиады 2011  (англ.)